# Das Festmahl im August
Das Festmahl im August (Originaltitel: Pranzo di ferragosto) ist ein italienischer Spielfilm aus dem Jahr 2008.

## Handlung
Rom im August. Es ist heiß und die Römer flüchten aufs Land. Giovanni kann jedoch nicht in die Ferien fahren. Der Mittfünfziger muss seine alte Mutter betreuen. Er bekocht sie und liest ihr aus Romanen vor. Als der Hausverwalter Luigi mit einer Bitte an Giovanni herantritt, ändert sich das beschauliche Leben von Mutter und Sohn. Luigi überredet Giovanni, für zwei Tage auf Luigis Mutter aufzupassen. Giovanni weigert sich zunächst; als er jedoch im Ausgleich Schuldenerlass beim Hausverwalter erhält, sagt er zu. Doch Luigis Mutter kommt überraschenderweise nicht allein. Tante Maria muss kurzfristig auf ihre Pflegerin verzichten und braucht ebenfalls Betreuung. Als schließlich auch noch Giovannis Hausarzt seine Mutter Grazia bei ihm abliefert, weil er Nachtschicht hat, entsteht eine Alten-WG, die von Giovanni bekocht wird. Zunächst kommen die vier alten Frauen nicht miteinander aus und verweigern das Zusammenleben. Mit dem Festmahl zum Ferragosto entwickelt sich jedoch ein lebhaftes Zusammensein der alten Frauen bei Wein und anderen Köstlichkeiten. Die Frauen möchten, dass dieses Fest niemals enden möge.

## Hintergrund
Die alten Darstellerinnen sind Laiendarstellerinnen, die im hohen Alter mit diesem Film ihr Leinwanddebüt gaben. Der Film erlebte bei den Filmfestspielen von Venedig 2008 seine Uraufführung und kam am 30. April 2009 in die deutschen Kinos.

## Kritiken
„[...] eine Komödie der Unzulänglichkeiten, in der viel getrunken, gut gegessen und reichlich gelacht wird.“

„[...] eine mit geringen Mitteln produzierte, digital gefilmte, fünf Viertelstunden kurze Hochsommerkomödie, bei der einem das Lachen schon mal im Hals stecken bleibt.“

## Auszeichnungen
Der Film erhielt bei den Filmfestspielen von Venedig 2008 den Luigi De Laurentiis Award für das beste Regiedebüt, sowie 2009 den David di Donatello, ebenfalls für das beste Regiedebüt. Beim London Filmfestival wurde der Film 2008 mit dem Satyajit Ray Award ausgezeichnet. Für den Europäischen Filmpreis war der Film in den Kategorien Drehbuch und Publikumspreis nominiert.